# Louvre: La maledizione finale
Louvre: La maledizione finale (Louvre: L'Ultime Malédiction in francese, e The Messenger nel Nord America) è un videogioco d'avventura co-sviluppato dalla 4x Technologies, Arxel Tribe e Visual Impact e co-pubblicato da Wanadoo Edition, Canal+ Multimedia e Réunion des Musées Nationaux in Europa nel 2000 per Microsoft Windows, Mac OS, da Microïds per PlayStation e da DreamCatcher Interactive nel Nord America. Ha in seguito ricevuto un'uscita mondiale per PC e iOS nel 2012.

## Trama
Morgan Sinclair, agente dei Servizi Segreti, viene incaricata di infiltrarsi nel Museo del Louvre e recuperare degli artefatti mistici, chiamati le Chiavi di Satana, in grado di causare la distruzione totale e l'Apocalisse quando unite insieme; queste chiavi sono effettivamente anche il bersaglio di un ordine occulto chiamato i Templari Neri, che servono Satana e intendono eseguire la sua volontà per scatenare la fine del mondo. Per investigare, Morgan viaggia nel tempo in tre periodi storici in Francia, ognuno con i propri sovrani: quello medievale di Carlo V, quello rinascimentale di Enrico IV e quello rivoluzionario di Luigi XV.

## Doppiaggio
| Personaggio        | Voce italiana                                          |
| ------------------ | ------------------------------------------------------ |
| Morgan Sinclair    | Cristina Giolitti                                      |
| Son Breval         | Alberto Olivero                                        |
| Emissario del Papa | Stefano Albertini                                      |
| Gesuita            | Alberto Olivero                                        |
| Re                 | Gianni Gaude                                           |
| Padre di Morgan    | Claudio Parachinetto                                   |
| Jacqueline         | Monica Pariante                                        |
| Guardie            | Alberto Olivero Claudio Parachinetto Stefano Albertini |
| Alchimisti         | Antonio Paiola                                         |
| Ubriacone          | Stefano Albertini                                      |
| Ciambellano        | Antonio Paiola                                         |
| Valletto           | Stefano Albertini                                      |
| Duplessy           | Antonio Paiola                                         |
| Scultore           | Claudio Parachinetto                                   |
| Marchese           | Antonio Paiola                                         |
| Marchesa           | Monica Pariante                                        |
| Prostituta         | Cristina Giolitti                                      |

## Accoglienza
Il gioco detiene sul sito web Metacritic un punteggio aggregato di 61/100, indicando un'accoglienza "mista". Detiene un punteggio di 70% su Absolute Games, un 6,1 su IGN e tre stelle e mezza su cinque su Adventure Gamers.